# Liste de sociétés bigophoniques

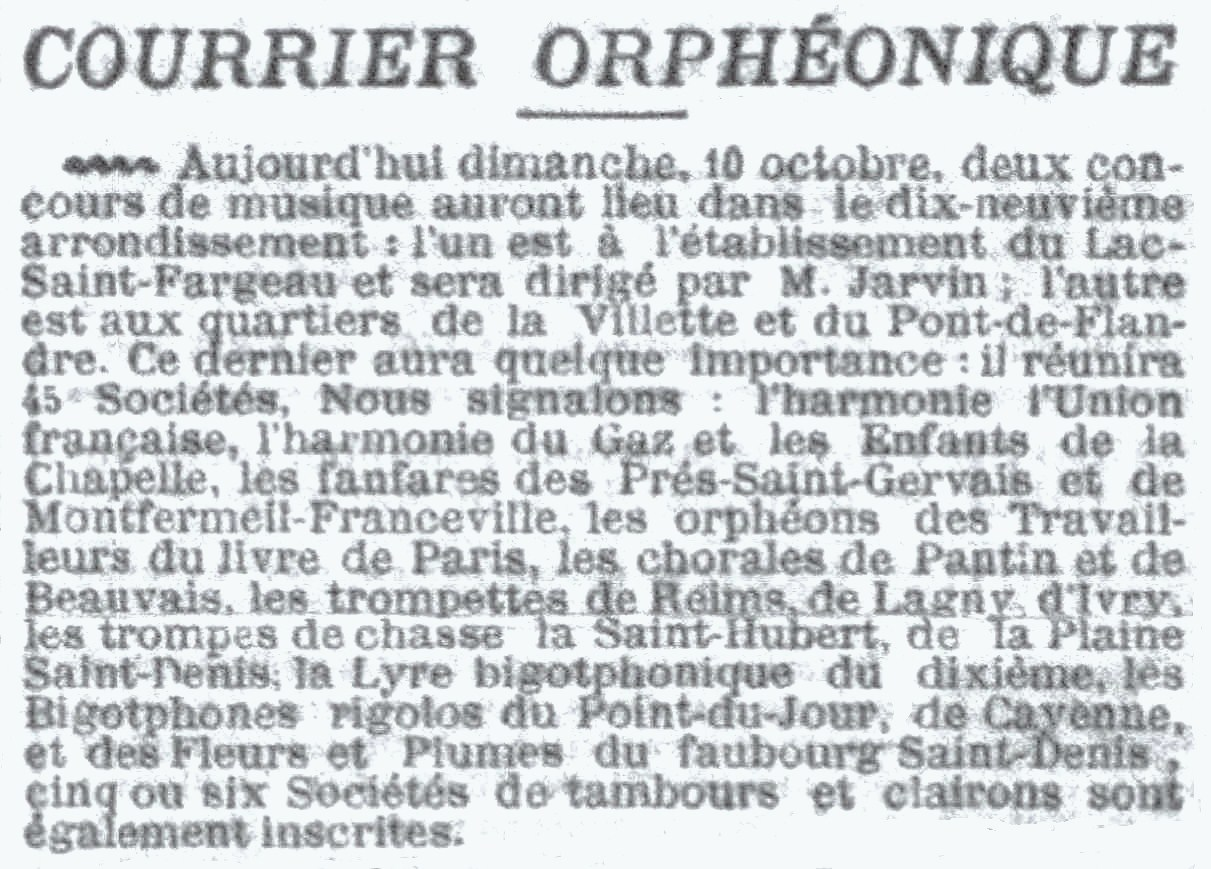
Annonce de concours où quatre sociétés bigotphoniques sont mentionnées. Le Petit Parisien, 10 octobre 1897.

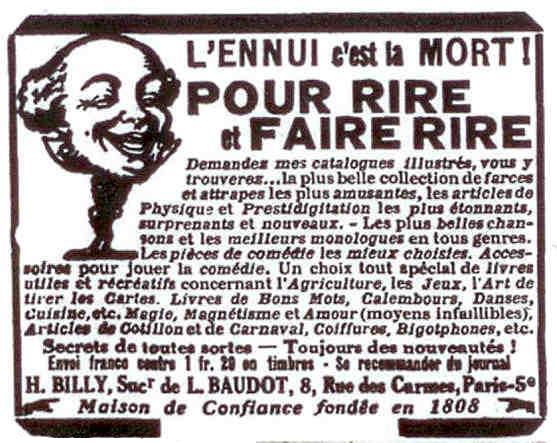
Publicité pour un magasin parisien vendant des bigophones en 1926.

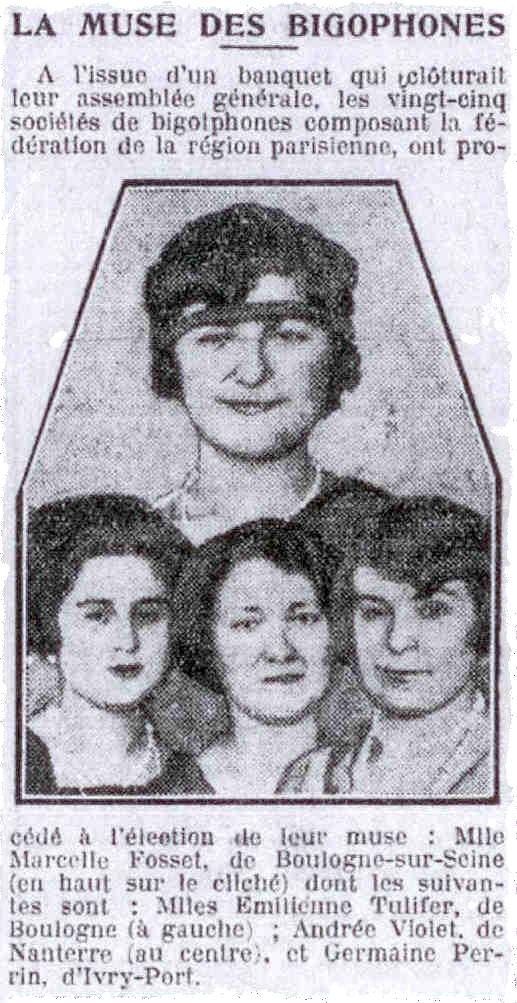
La muse de la Fédération des bigotphones de la région parisienne 1928.

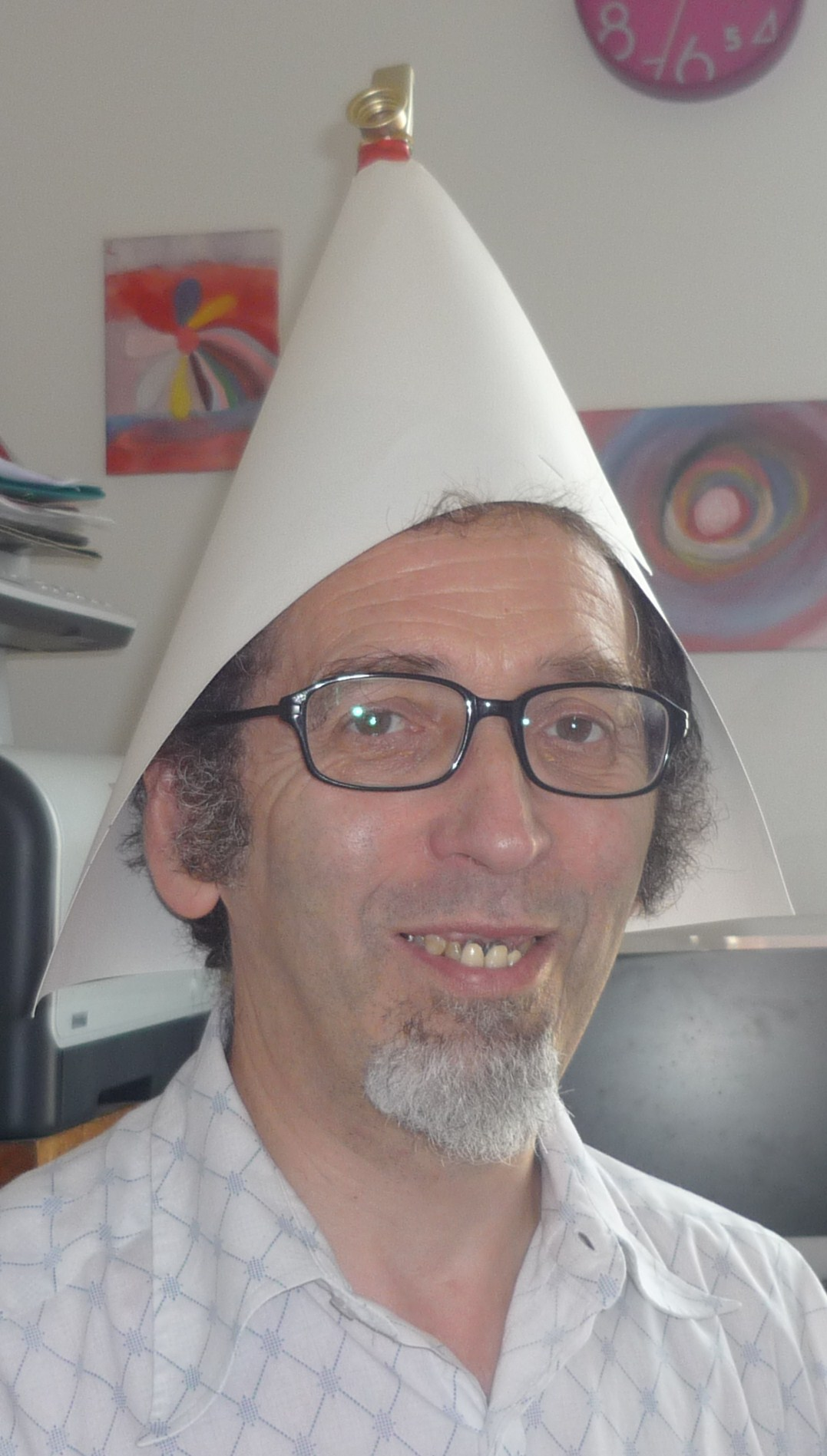
Bigophone moderne chapeau de carnaval.

Cette liste de sociétés bigophoniques a pour ambition de rassembler le plus grand nombre possible de noms de goguettes organisées en sociétés bigophoniques existants dans la documentation conservée sur elles.

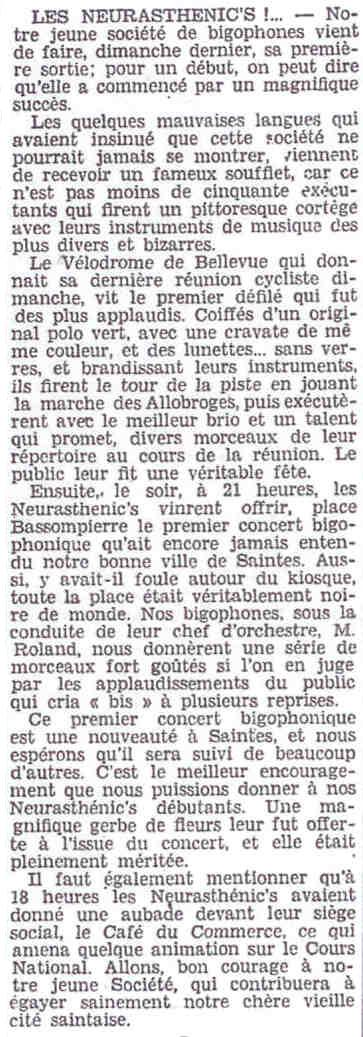
Annonce du premier défilé des Neurasthenic's à Saintes en septembre 1928.

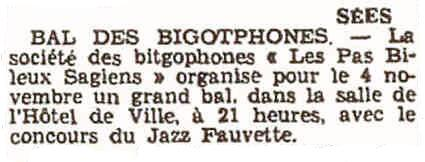
Annonce d'un bal le 4 novembre 1933 à Sées.

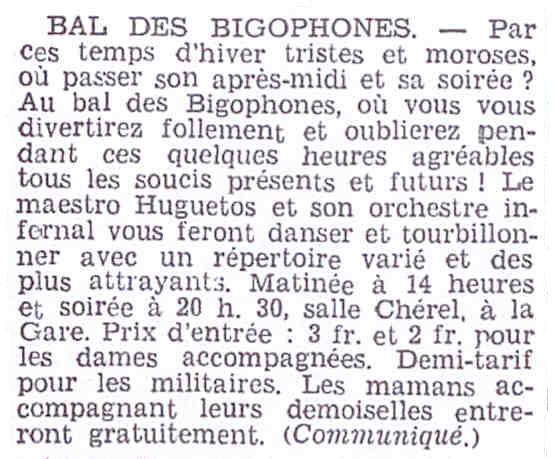
Annonce d'un bal le 19 décembre 1937 à Saint-Malo.

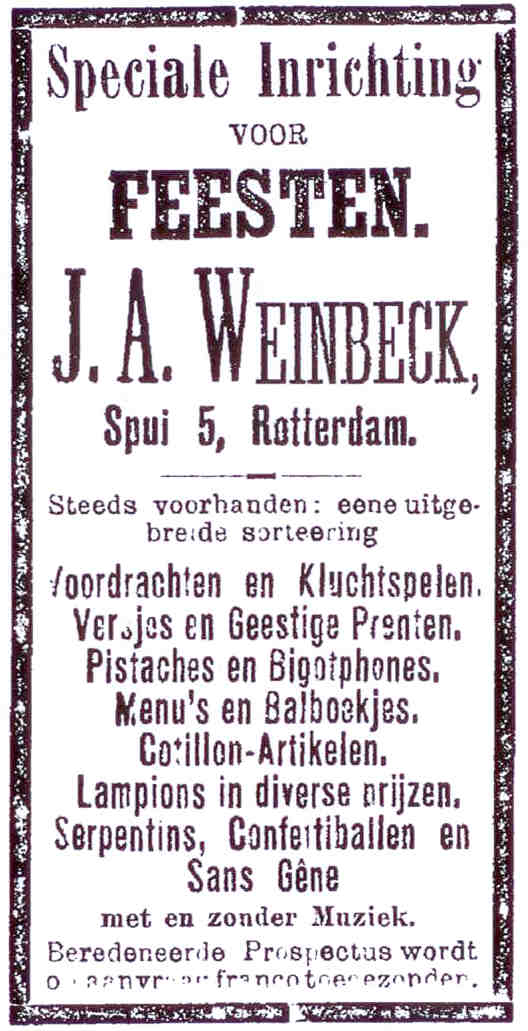
Publicité notamment pour la vente de bigotphones à Rotterdam en 1895.

Il s'agit d'une très faible partie des sociétés bigophoniques ayant existé. En 1898, il en avait des milliers en France et quatre cents à Paris. La plupart ont disparu depuis sans laisser de traces.
Sur les 401 citées ici, seules existent aujourd'hui huit d'entre elles : les Barbaillans au Luc, les Bigophones de Rurange-lès-Thionville, les cougourdons sospellois à Sospel, la fanfare de Bigotphoneux et les Rigolados à Châtellerault, le Ravanet Club à Menton, la Société Humoristique et Bigophonique d'Antibes-Juan-les-Pins La Vespa et la fanfare bigophonique parisienne C'est Caïman trop Marrant !

## Allemagne

### Sigmaringen
- Katzenmusik (musique bigophonique des chats, à Sigmaringen[16])

## Angleterre

### Seaton-Delaval
- Bigotphone Band[17]
- Primitive Methodist Church – Bigotphone Band[18]

## Australie

### Perth
- Bigotphone Band[19]

## Belgique

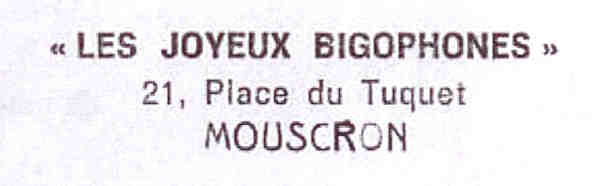
Adresse des Joyeux Bigophones du Tuquet.

### Bruxelles
- L'Académie Culinaire[21]

### Estaimpuis
- Les Bigophones d'Estaimpuis[22]

### Mouscron
- Les Joyeux Bigophones du Tuquet[23]

### Localisation indéterminée
- Le Soutien de Saint-Gilles[24]

## États-Unis

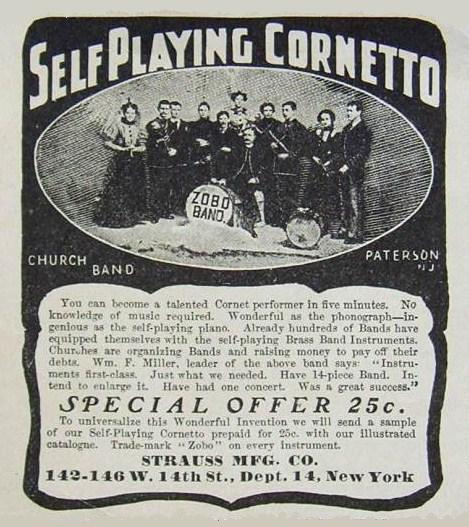
Publicité 1901 pour les zobos. Elle parle de la Church Band (fanfare d'église) de Paterson.

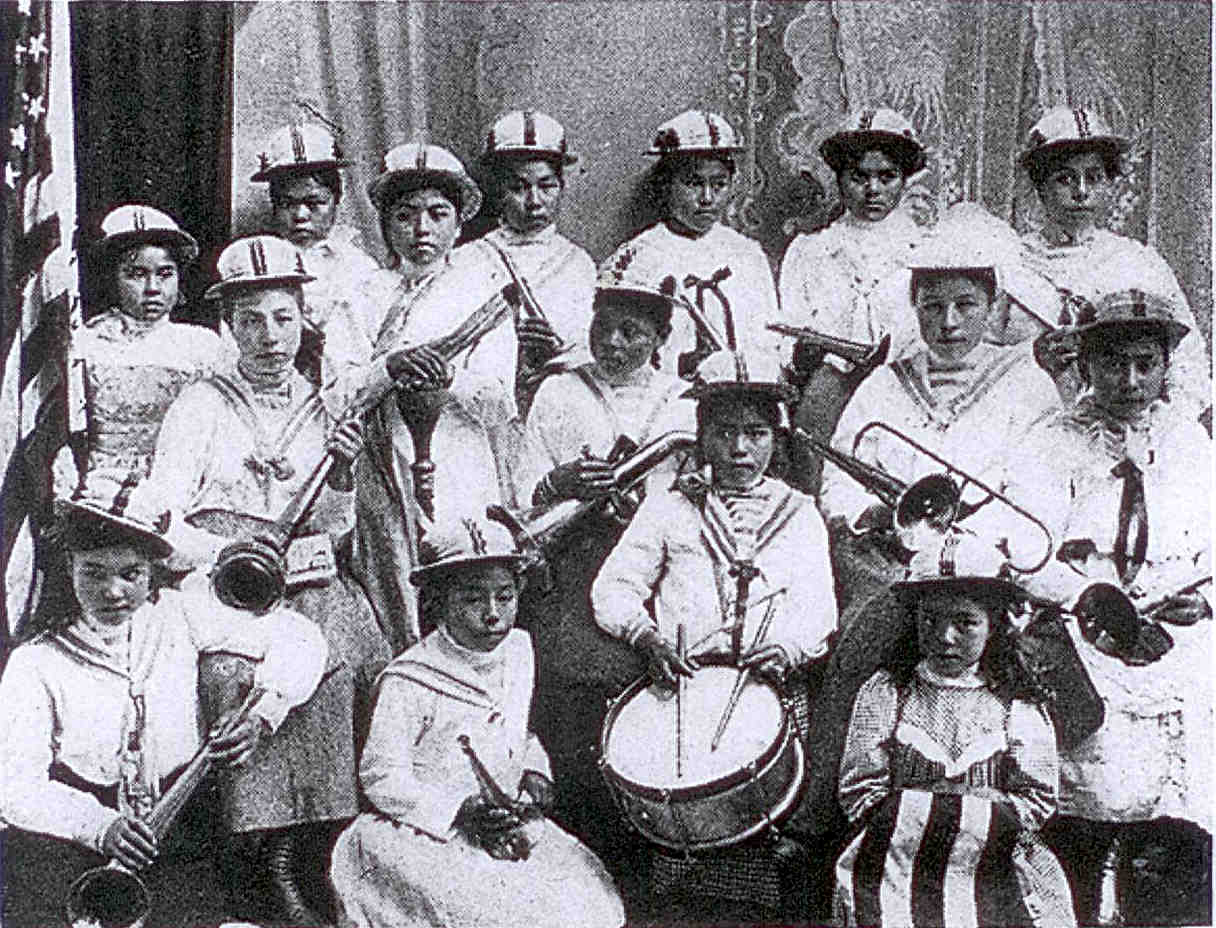
Le Metlakahtla girls' Zobo Band en Alaska.

Aux États-Unis on a vendu des bigophones, et également leurs équivalents américains : le zobo, le songophone, le sonophone et le vocophone. Ils ont prospéré. Le zobo a été diffusé par centaines de milliers. Des centaines de fanfares sont nées, équivalents outre-atlantique des sociétés bigophonique du vieux continent, dont des centaines de fanfares cyclistes. Retrouver les noms de ces fanfares nécessite une recherche particulière. On peut en retrouver : une publicité datant de 1901 nous donne le nom d'une fanfare de zobos à Paterson. En 1896, la Music Trade Review donne un article illustré sur une autre fanfare de zobos, à Philadelphie. Sur Internet on peut voir la photo d'un ensemble féminin de vocophonistes de Verndale, etc.

## Alaska

### Metlakahtla
- Metlakahtla girls' Zobo Band[30]

## Connecticut

### New Haven
- Yale University Zobo Band[31]

## Hawaï
- Professor von Bergersons Zobo Band[32]

## Idaho

### Sandpoint
- Zobo Band[33]

## Indiana

### Hammond
- Straube Silver Horn Band[34]

## Massachusetts

### Boston
- Vocophone Band of M.I.T.[35]

### Cambridge
- Harvard University Zobo Band[31]

## Minnesota

### Verndale
- Vocophone Band[29]

## Missouri

### Kansas City
- Kansas City Shriners band[36]

## New Jersey

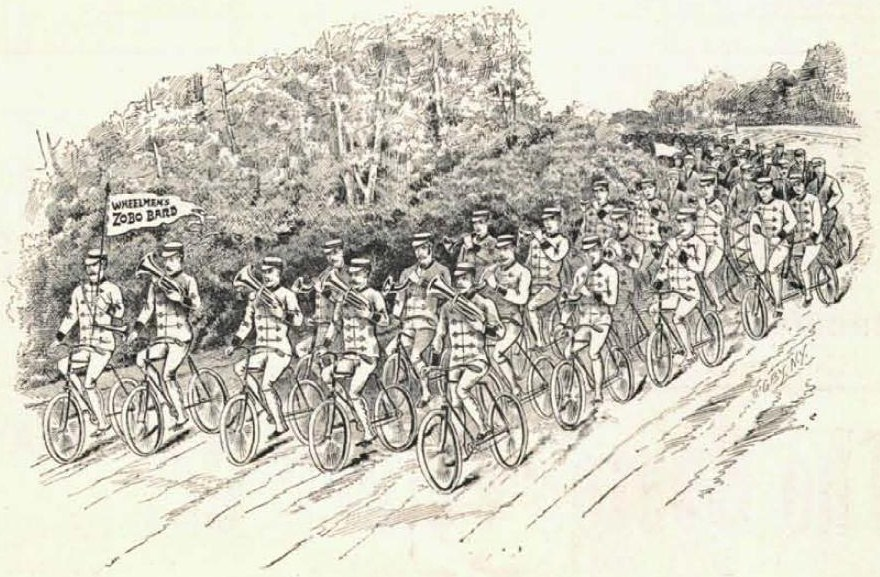
Une des centaines de fanfares de zobos (bigophones américains) cyclistes aux États-Unis : la fanfare du Century Wheelmen's Club de Philadelphie en 1896.

### Paterson
- Church Band[28]

## État de New York

### Ithaca
- Cornell University Zobo Band[31]

### Johnstown
- Prof. Johann Rubensten's Funny Vocophone Orchestra[38]

### New York
- First Zobo Band of New York[39][source insuffisante]
- Zobo band of the Bushwick Wheelmen[40]
- School 54 NYC band[36]

## Ohio

### Oberlin
- Oberlin College Zobo Band[31]

## Pennsylvanie

### Allentown
- Muhlenberg University Zobo Band[31]

### Onnalinda
- Onnalinda Zobo Band[36]

### Philadelphie
- Zobo Band of the Century Wheelmen's Club[37][source insuffisante]

## France

### Aigueperse
- Les Joyeux Bigophones d’Aigueperse[41]

### Aix-en-Provence
- La Garde Républicaine de la commune libre de Balthazar[42]

### Amiens
- Les Bigophones du Petit-Saint-Jean[43]

### Antibes-Juan-les-Pins
- Société Humoristique et Bigophonique d'Antibes-Juan-les-Pins La Vespa[14]

### Arcachon
- Orchestre des Bigotphones d'Arcachon[44]

### Auchy-les-Mines
- Les bigophones[45][source insuffisante]

### Avoine
- La Lyre Joyeuse d'Avoine (à Avoine[46])

### Ballan
- Les Bigophones (à Ballan[47])

### Barbezieux

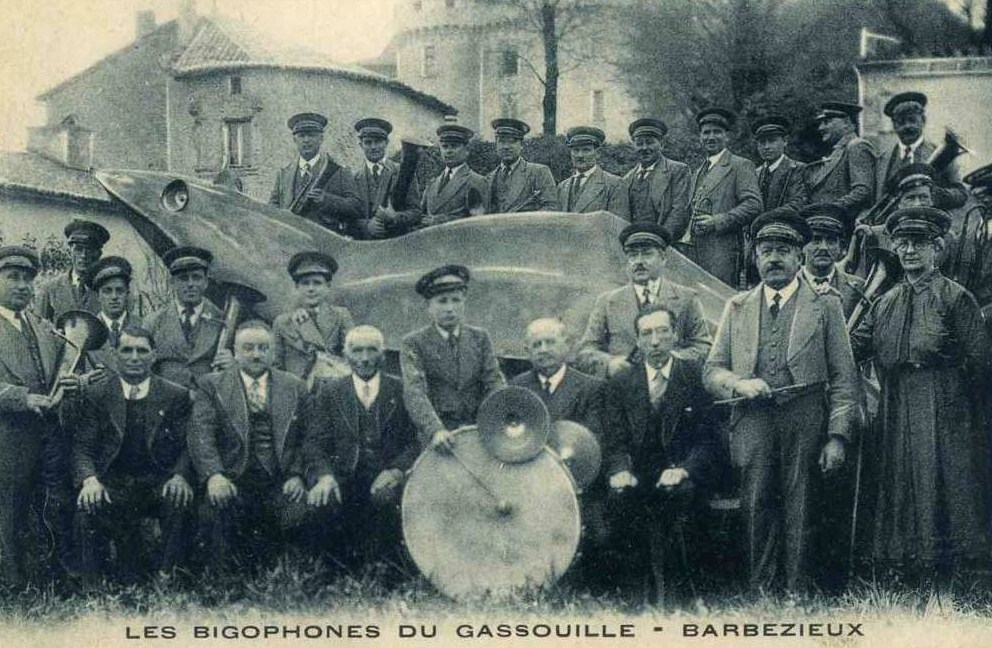
Les Bigophones du Gassouille à Barbezieux.

- Les Bigophones du Gassouille[48]

### La Baule
- Les Bigophones Baulois[49]

### Bauvin
- Société de Bigophones Les Gais Lurons des Corons de Bauvin[50][source insuffisante]

### Beaune
- Section « Bigophone » de la Chorale de Beaune[51]

### Beaune-la-Rolande
- Les Jovials[52][source insuffisante]

### Beauvais
- Les Bigophones de Beauvais[53][source insuffisante]

- Les Bigophones Saint-Jean de Beauvais[54][source insuffisante]

### Belley
- Les bigophones[55]

### Besançon

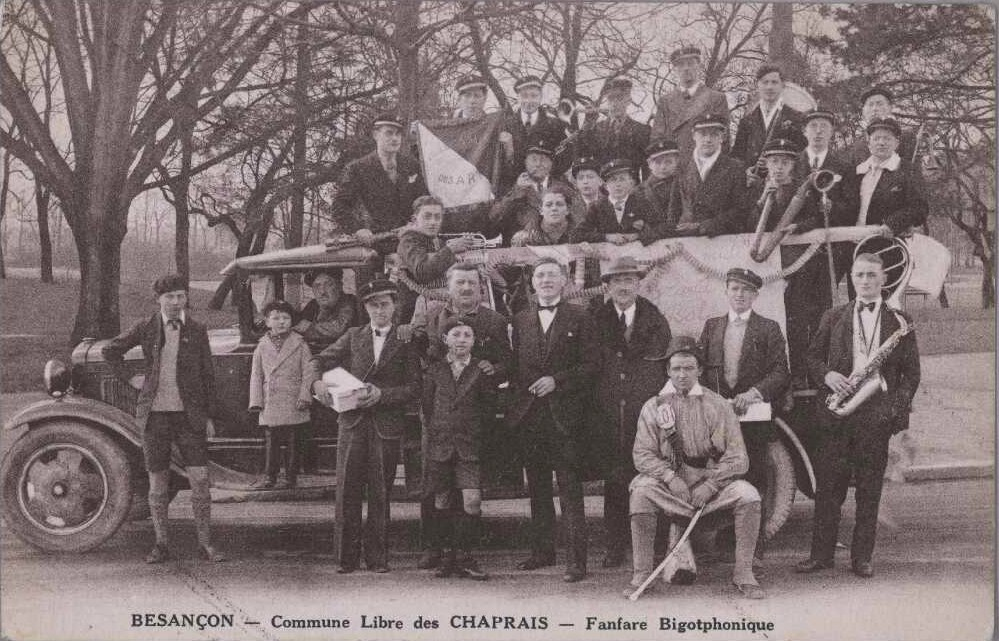
La Fanfare Bigotphonique de la Commune Libre des Chaprais à Besançon.

- Amis des Arts – Fanfare Bigotphonique de la Commune libre des Chaprais[56]

### Billy-Berclau
- Association de bigophones Les Joyeux de Billy[57]

### Billy-Montigny
- Société de bigophones de Billy-Montigny[58]

### Le Blanc

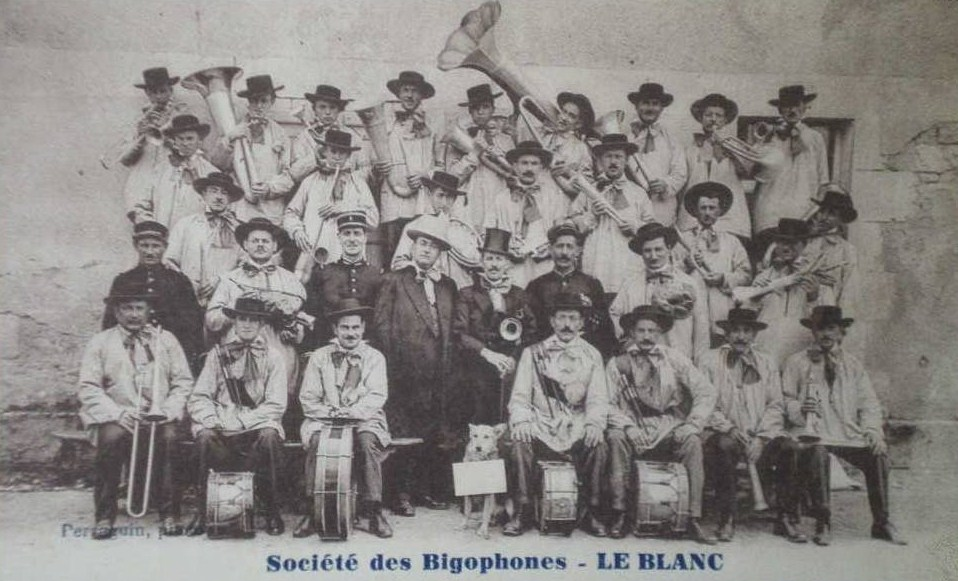
La Société des bigophones de Le Blanc.

- Société de bigophones de Le Blanc[59]

### Bourcefranc-Le Chapus
- Les Écervelés Bigophones de la Commune libre du Chapus[60]

### Bourré

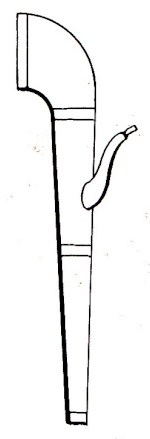
Un bigophone..

- La Brême Bigophonique de Bourré (à Bourré[61])

### Brest
- Musique de bigophonistes de l'Association amicale « Les Gas du Ch'Nord » du Finistère[62]

### Bruère-Allichamps
- Société des Bigophones de Bruère-Allichamps[63][source insuffisante]

### Bruyères-le-Châtel
- Les Bigophones[64][source insuffisante]

### Cannes
- Fanfare bigotphonique du Pataclé-Club Cannois[65]

### Carcassonne
- Les bigophones de la Trivalle[66]
- Les Bigophones[67]
- Union bigophonique[68]

### Cavaillon
- Phalange des Bigophonistes de la Commune Libre de Castil-Blaze (à Cavaillon[69])

### Charly-sur-Marne
- Société des Joyeux Bigotphones Les Maboules du Pont (à Charly-sur-Marne[70])

### Chartres

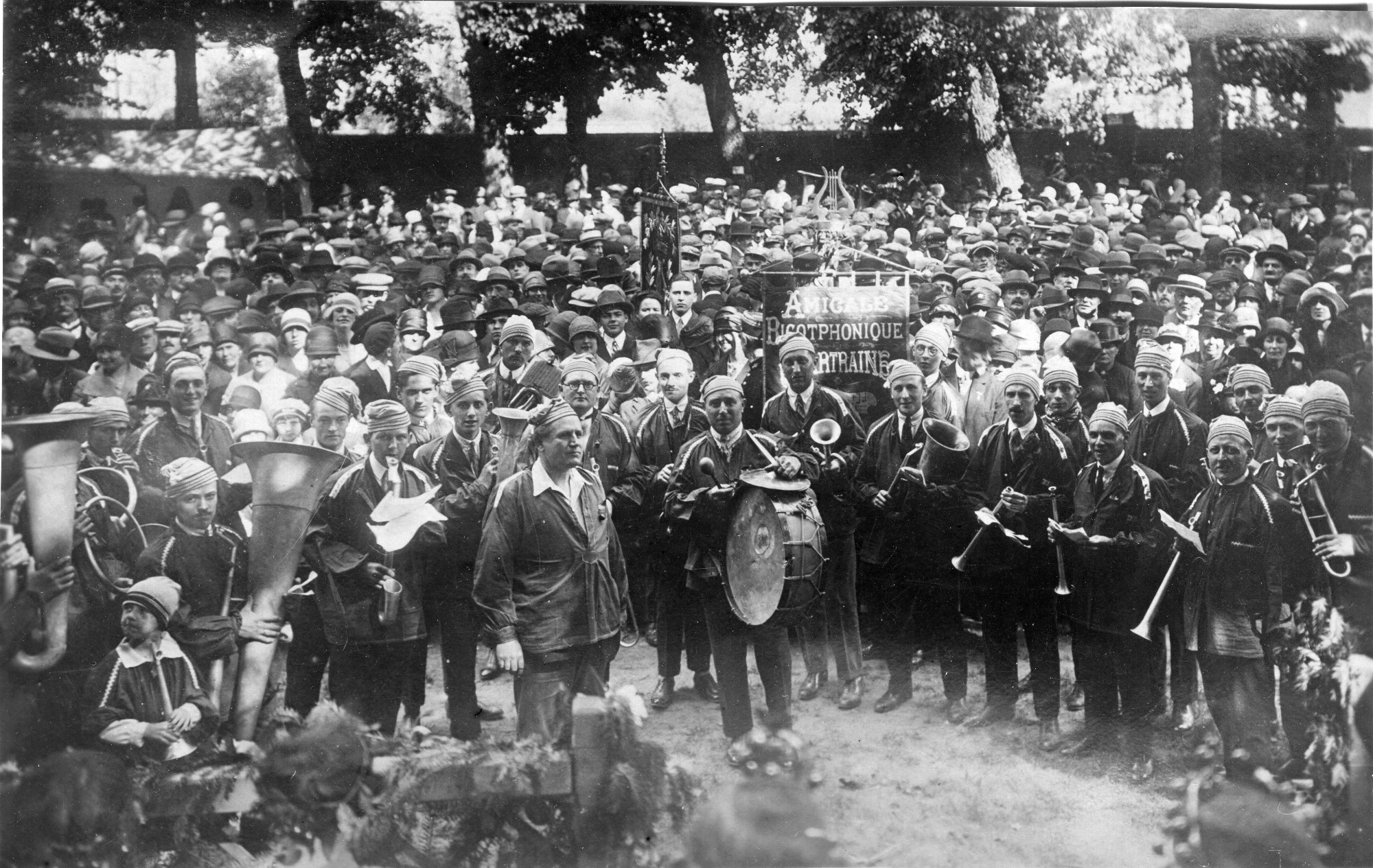
L'Amicale bigotphonique chartraine, photographiée vers 1913.

- Amicale bigotphonique chartraine[71]

La photo provient des archives de la famille Joly de Chartres. Le musicien qui se trouve au centre de l'image, derrière la grosse caisse, à droite de celle-ci, et dont le bonnet est éclairé par un rayon de soleil, est Eugène Joly (1892 - 1960). Il tient vraisemblablement un bigophone en forme de saxophone[Quoi ?].

### Châtellerault
- Fanfare de Bigophones de Trifouilles-les-Nénés[72][source insuffisante]
- La Fanfare des Bigotphoneux[12]
- La Gaule Musicale[72]
- Les Rigolados[13]
- Société des Bigotphoneux Châtelleraudais[72]

### Clisson
- Bigophones de Clisson[73]

### Cluis
- Les Lumas de Cluis[74]

### Cognac
- Le Joyeux Bigotphone Saint-Jacquais[75]

### Coincy
- Les Rigolos[76]

### Combourg
- Bigophones de Couapichetto[77]

### Concourson-sur-Layon
- La Société Bigophonique (à Concourson-sur-Layon[78])

### Coulombiers (Vienne)
- Les Bigophoneux de Coulombiers[79]

### Courcoury
- Fanfare bigophonique des Bitons de Courcoury[80]

### Denain
- Les Bigophones denaisiens[81]
- Les Bigophones[82][source insuffisante]

### Dieppe
- Fanfare des Bigophones de l'Amicale Michelet[83][source insuffisante]
- Fanfare de bigophones de la Commune libre du Pollet[84]

### Dinan
- Les Bigophonistes[85]
- La Gaieté bigophonique[85]

### Épaux-Bézu
- Société des bigophones (à Épaux-Bézu[86])

### Épinal
- Harmonie des Bigophones (à Épinal[87])

### Feytiat
- Les Marins du Clos[88]

### Fougères

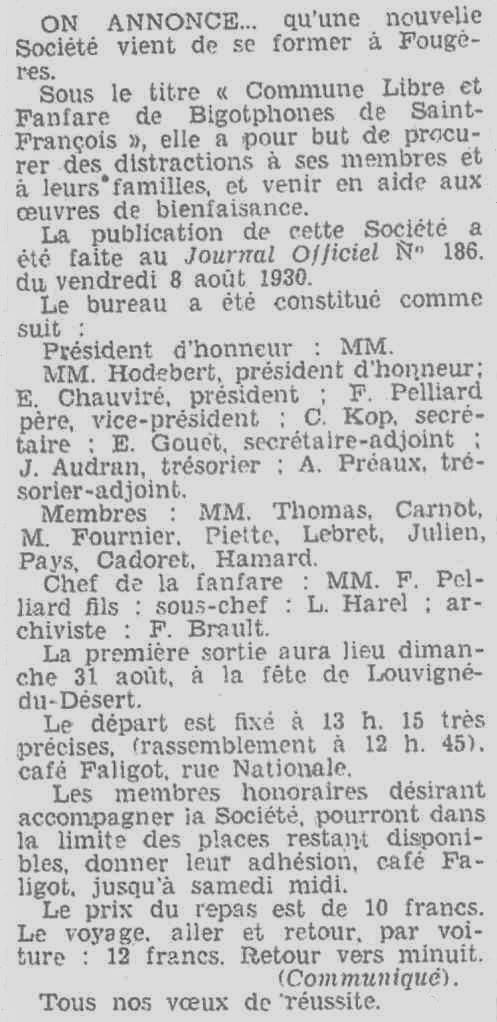
Annonce de la naissance de la « Commune Libre et Fanfare de Bigotphones de Saint-François » à Fougères le 8 août 1930.

- Les Bigotphones de Saint-François[89]

### Fouquières-lès-Lens
- Les Bigophones du Bout-d'Lat[90][source insuffisante]

### Gaillon-Aubevoye
- Société des Bigotphones Les Sans Souci[91][source insuffisante]

### Gauchy
- Bigophones de Gauchy[92]

### Guénange
- Orphéon des Bigophones de Guénange[93][source insuffisante]

### La Guerche
- Société de Bigophones Les Coqs Guerchois toujours en haleine[94][source insuffisante]

### Harnes
- Société des bigophones d'Harnes[95]

### Hénin-Liétard

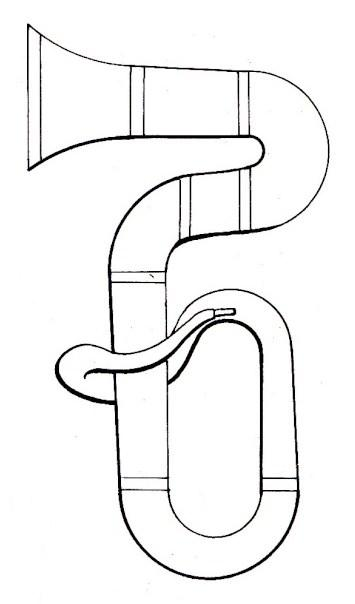
Un bigophone..

- Les Cœurs Joyeux[96],[97]

### Jarnac
- Société de bigotphones Bitons de Jharnat[98][source insuffisante]

### Joué-lès-Tours
- Groupe Bigophonique de l'Amicale de Joué-lès-Tours[99]

### Jupilles
- Les bigophones de Jupilles[100][source insuffisante]

### Langeais
- Le Réveil de l'Ablette[101][source insuffisante]

### Laval
- Les Bigotphones de la Muse Ouvrière[102]

### Le Luc
- Les Barbaillans[9][source insuffisante]

### Liévin

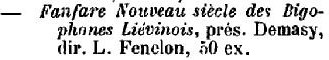
Liévin, 1903.

- Fanfare Nouveau siècle des Bigophones Liévinois[103]

### L'Île-Bouchard
- Les Sans-Souci[104][source insuffisante]

### Lisieux
- Les bigophones de la vieille commune de Lisieux[105]

### Lizy-sur-Ourcq
- Société bigotphonique de Lizy-sur-Ourcq[106]

### Les Loges-en-Josas

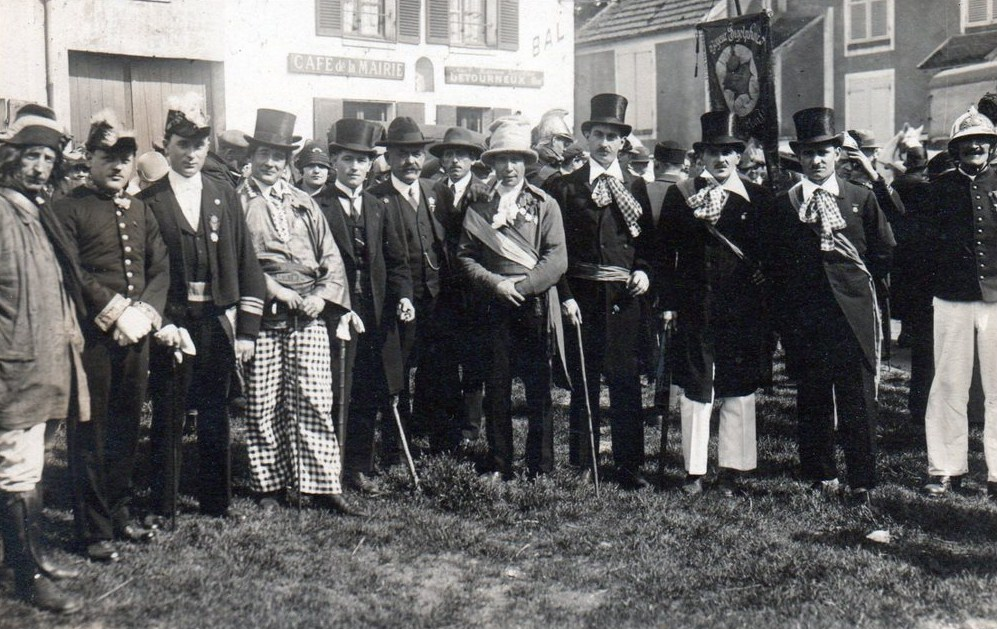
Les Joyeux Bigophoneux des Loges-en-Josas.

- Les Joyeux Bigophoneux des Loges-en-Josas[107][source insuffisante]

### Loison-sous-Lens
- Les Amis Réunis[108][source insuffisante]

### Loudéac
- Les bigophonistes de la commune libre des Trois Croix (à Loudéac[109])

### Lyon
- Fanfare des bigophones lyonnais[110]

### Le Mans

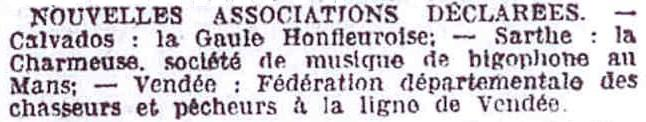
Annonce de la naissance de La Charmeuse en 1922.

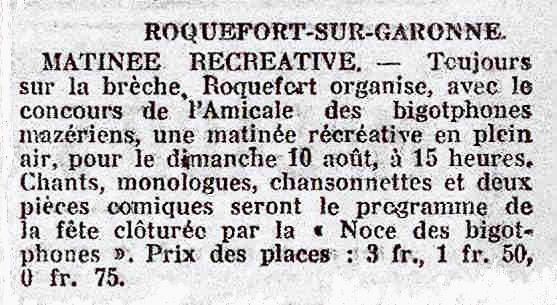
Une fête avec les bigotphones mazériens, le 10 août 1924.

- Société des Bigophones du Mans[113][source insuffisante]
- La Charmeuse[111]
- Société Bigophoniste « Les Pierrots du Mans »[114]

### Marseille
- Les Bigophones[115]
- Groupe artistique Les Bigophones[116]
- Les Bigophones Argentés[117]
- Les Bigophones du chemin de Montolivet[118]
- Les Bigophones de la République[119]
- Les Boulomanes Bigophones[120]
- Fanfare de bigophones de la République des Maurins[121]
- Section de bigophonistes de La gaieté provençale[122]
- Nouvelle Églantine populaire de Saint-Mauront[123]
- Fanfare bigophonique des Pébrous[124]
- La Lyre bigotphonique[125]

### Martizay

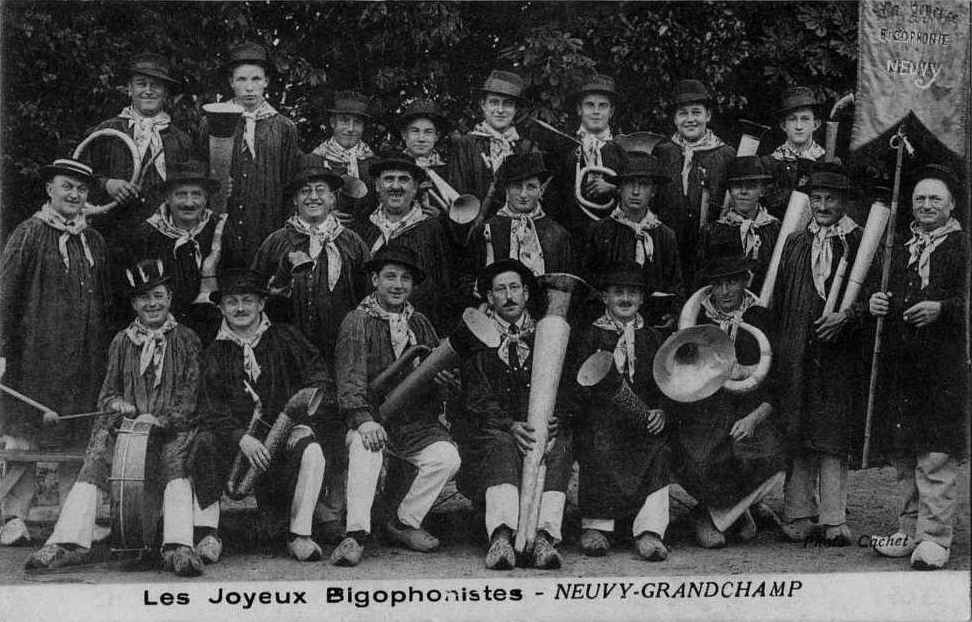
Les Joyeux Bigophonistes à Neuvy-Grandchamp.

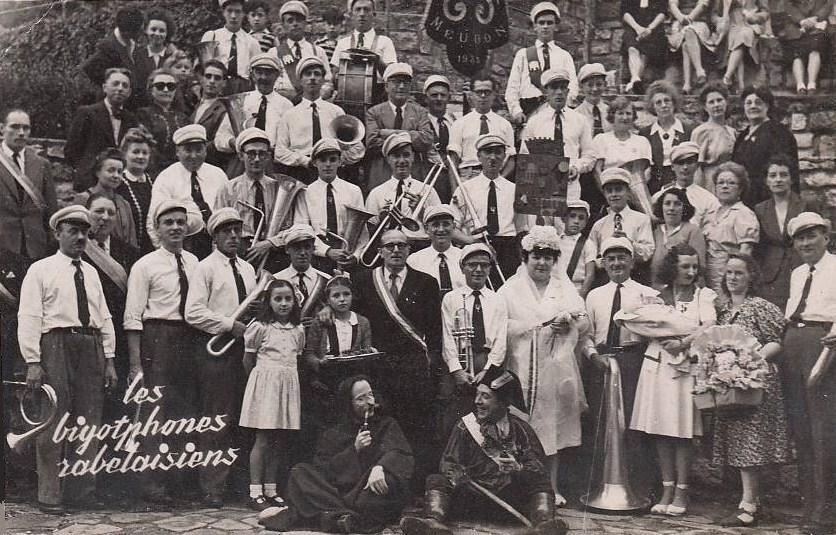
Les Bigophones Rabelaisiens à Meudon.

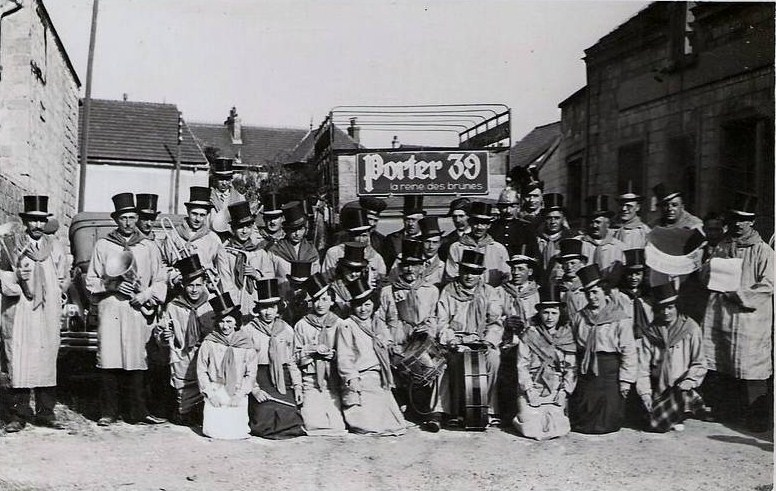
Les Bigophonistes de la Commune libre de Persan.

- Fanfare de Bigotphones Aux Bons Amis Paulnay[126][source insuffisante]

### Mazères-sur-Salat
- Amicale des bigotphones mazériens[112]

### Meaux
- Société bigotphonique de Meaux[106]

### Melesse
- Musique bigophonique[127]

### Mende
- Société des Bigotphones[128][source insuffisante]

### Menton
- Le Ravanet Club[129]

### Miramas
- Société les Bigophones sans soucis[130]

### Meurchin
- Les Gais lurons[131]

### Mohon
- Fanfare de bigophones de la Jeunesse mohonnaise (à Mohon[132])

### Moissey
- Société de musique de M. Lamielle[133]

### Montmorillon
- Société de bigophoneux de Montmorillon[134]

### Monts-sur-Guesnes
- Orchestre des bigophoneux de Monts-sur-Guesnes[135][source insuffisante]

### Mortain
- Fanfare bigophoniste des Trois Rosines[136]

### Moulins (Deux-Sèvres)
- Les As du Bigophone[137]

### Nancy
- Joyeux lurons bigophonistes nanceiens (créée en 1899[138])

### Neuvy-Grandchamp
- Les Joyeux Bigophonistes[139][source insuffisante]

### Nice
- Les Joyeux Bigophones Saintongeais

### Niort
- Fanfare de bigophoneux des Poulbots du quartier de Ribray[140]
- Orchestre des officiers de Saint-Maixent[141]

### Pont-l'Évêque
- Fanfare de Zoui-zoui les Pinchettes[142]

### Pont-Sainte-Maxence
- Société chorale et bigophonique de Pont-Sainte-Maxence[143]

### Région parisienne
Liste de 198 sociétés bigophoniques de la région parisienne :
- L'Académie culinaire ou Les Étourdis (à Paris[144])
- L'Agrafe Française[145],[146]
- Les Alambics[147]
- Les Altérés (à Stains[148])
- Les Altérés de Vains[149]
- L'Amicale de Belleville[150],[151]
- Amicale Bigophone de Neuilly-Plaisance[152]
- Amicale de Bigophones du quartier de la place Hérold (à Courbevoie[153])
- Les Amis de la bouteille[154]
- Les Amis des Buttes Chaumont[154]
- Les Amis de la Canelle[155]
- Les Amis du faubourg Antoine[154]
- Les Amis du rire[156]
- Les Amis de Saint-Fargeau[154]
- Les Amis du XVIe[149]
- L'Avant-Garde des Bigophones Bretons[157]
- La Bamboche (à Alfort[148])
- La Bassinoire du XIIIe[158]
- Les Bégonias[159]
- Les Bergères de Puteaux[160]
- Les Bigotphones (à Paris[148])
- Les Bigophones d'Alfortville[161]
- Les Bigophones des Arènes de Lutèce[162]
- Les Bigophones d'Argenteuil[163]
- Les Bigotphones d'Aubervilliers[149]
- Les Bigophones de Beau-Vallon (Antony[54])
- Les Bigophones de Bezons[164]
- Les Bigophones du Casino des concierges[165]
- Les Bigophones de Clichy[166]
- Les Bigophones de la Commune Libre du Bois-Clary (à Boissy-Saint-Léger[167])
- Les Bigophones de la Commune libre du Haras (à Viroflay[168])
- Les Bigophones de la Commune libre du Petit Montesson (au Vésinet[169])
- Les Bigophones des Coudreaux (à Montfermeil[170])
- Les bigophones de Drancy[171]
- Bigophones de l'État libre de Picpus[172]
- Bigophones de l'Étoile Rouge Sportive[173]
- Les Bigophones gaulois (à Trappes[174])
- Les Bigophones de Gennevilliers[175]
- Les Bigotphones de la Montagne-Sainte-Geneviève[154]
- Les bigophones des Monts-Cuchets (à Villejuif[176])
- Les Bigotphones du Perreux (au Perreux-sur-Marne[177])
- Les Bigophones du Pont-de-la-Puce[178]
- Les Bigophones rabelaisiens (à Meudon[179])
- Les Bigophones rouges des Champioux (à Argenteuil[180])
- Les Bigotphones du XVIème[154]
- Les Bigophoneux des Loges-en-Josas[181]
- Les Bigotphonistes Rigolos (à Belleville[148])
- Les Bigotphones rigolos de Cayenne[182]
- Les Bigotphones rigolos du Point-du-Jour (à Billancourt[182])
- Les Bigophones de Saint-Ouen[183]
- Les Bigotphones "Taxi"[184]
- Les Bigotphones de Thiais[185]
- Les Bigophones des T.C.R.P.[186],[187]
- Les Bigophoneux (à Montmartre[188])
- Les Bigotphonistes d'Aubervilliers[189]
- Les Bigophonistes de la Commune libre de Milly-la-Forêt[190]
- Les bigophonistes de la Commune libre de Persan[191]
- Les Bigotphonistes levalloisiens Le Hareng sort (à Levallois-Perret[192])
- Les Bigotphonistes de Montfermeil[193]
- Les Bons Vivants (à Épinay-sur-Seine[194])
- Les Bons Vivants (à Pantin[195])
- Les Boyaux Rigouillards de Plaisance[195]
- Les camaros bigotphones d'Asnières[8]
- Les Cascadeurs de Ménilmuche[195]
- Le Canard de Noneville à Aulnay-sous-Bois[160]
- Les Cent Couacs de Bois-Colombes[149]
- Fanfare bigophonique C'est Caïman trop Marrant![15]
- Les Champignols[154]
- Chantecler[196]
- Les Chardonnerets (à Paris[197])
- Le Club des Éponges[154]
- Les Combattants de la Mélancolie de Gonesse[198]
- Les Enfants du plaisir[154]
- L'Espoir du XIVe arrondissement[199]
- L'Étoile d'or (à Cachan[200])
- L'Étoile Rouge, société bigophonique et artistique[201]
- Les Étourdis de Paris[202]
- Fanfare des bigophones de « la Brême de Puteaux »[203]
- Fanfare de bigotphones de la société des « Normands de Clichy »[204]
- Fanfare de la commune libre de Milly (à Milly-la-Forêt[205])
- Fanfare de la commune libre de Porchefontaine[206]
- La Fanfare de Choisy-les-Rosières[199]
- Fanfare de bigophones de l'État Libre d'Avron[207]
- Fanfare bigotphonique des sapeurs-pompiers de Citrouilly-les-Canards[208]
- La Fanfare excentrique (à Montmartre[148])
- Les Fin-de-Siècle des Batignolles (aux Batignolles[209])
- Les Fleurs et Plumes du faubourg Saint-Denis[182]
- La Franche Gaîté d'Argenteuil[149]
- La Franche Gaieté des Quinze-Vingts[154]
- Les Francs-Lurons (à Montreuil-sous-Bois[197])
- La Franvilloise (à Sevran-Livry[154])
- La Fraternelle Milliacoise (à Milly-la-Forêt[146])
- Les Frères de la Côte (à Ivry[210])
- Les Fricoteurs[155]
- Les Gais Lurons[211]
- Les Gais lurons de Villaine (à Massy[212])
- Les Gais Souffleurs (à Épinay-sur-Seine[213]
- La Gaîté, société mixte et amicale des bigophones (à Fontenay-sous-Bois)[192]
- La Gaieté Bigotphonique du XIe[214]
- Les Galants verts villepintois (à Villepinte[215])
- La Grappe de Raisin[197],[160]
- La Gaudriole (à Pantin[148])
- Le Hanneton Légumivore[149]
- L'Harmonie bigotphonique[149]
- Harmonie des gueules à ressorts (à Saint-Maur-des-Fossés[216])
- Les Hérauts des Grouettes d'Antony[54]
- La Jeune France de Milly (à Milly-la-Forêt[146])
- La Joviale du XIIème[154]
- Les Joyeux Bigotphones[154]
- Les Joyeux Bigotphones d'Alfortville - Société Tirbouchonnatoire et Anti-Neurasthénique[149],[217]
- Les Joyeux Bigophones Fertois (à la Ferté-Gaucher[218])
- Les Joyeux Bigotphonistes (à Boulogne[154])
- Les Joyeux Bigots du XIIIème[154]
- Les Joyeux Boulotteurs[198]
- Le Joyeux Coteau (à Cachan[219])
- Les Joyeux de Croissy (à Croissy[154])
- Les Joyeux du XVIIIe[149]
- Les Joyeux Kremlinois (Le Kremlin-Bicêtre[220])
- Les Joyeux Lointains[197]
- Les Joyeux Lurons (à Saint-Denis[221])
- Les Joyeux Pantinois[222]
- Les Joyeux du Pont-de-Flandre[149]
- Les Joyeux Prolos[223]
- Les Joyeux de Saint-Fargeau[154]
- Les Légumophones[154]
- Les Loufoques de Chaville[54]
- La Lyre bigotphone[224]
- La Lyre bigotphonique du dixième (à Paris 10e[182])
- La Lyre bigotphonique (Faubourg-Saint-Antoine[185])
- La Lyre bigotphonique de Pantin[225]
- La Lyre excentrique[149]
- Les Maboules de Bagnolet[146]
- La Main fleurie[154]
- Les Méli-Mélo[154]
- Musique de l'Armée du Chahut[226]
- Musique bigophonique de Noisy-le-Sec[227]
- Orchestre de bigophones de l'armée du chahut[228]
- Les Pas Bileux (à Antony)
- Les Pas Bileux (à Épinay-sur-Seine[197])
- Les Pas Bileux (à Levallois-Perret[229])
- Les Pas-bileux de Saint-Ouen (à Saint-Ouen[230])
- Les Pas Bileux fanfare bigotphonique du onzième arrondissement (à Paris 11e[225])
- Les Pékins bellevillois[189]
- Les Philosophes de la Bastille[198]
- Les Pieds de vigne de Montreuil[198]
- Les Pompiers de la Chapelle-Goutte d'Or[54]
- Le Raffut (à Nanterre[197])
- Les Rantanplans d'Ivry[231]
- Le Réveil Matin (du XIIIe arrondissement de Paris[146])
- Les Rigolards de Sarcelles[154]
- Les Rigolotophones[154]
- Les « Rigols'Mann », Société Bigophonique, et son groupe artistique « Henri Barbusse »[232]
- Les Rigolos (à Gennevilliers[197])
- Les Rigolos de Cayenne (à Saint-Ouen[148])
- Les Rigolos de la Butte (à Montmartre[233])
- Les Rigolos d'Ivry-le-Port (à Ivry[197])
- Les Rigolos du Point-du-Jour (à Boulogne-Billancourt[234])
- Les Rigolos de la Petite Biche[235]
- Les Rigolos (à Sucy-en-Brie[197])
- Le Rire de Bondy[236]
- Les Sans-Bile de la plaine Saint-Denis[154]
- Les Sans-Couacs de Saint-Ouen[198]
- Les Sans-Gêne du XVIIIème[154]
- Les Sans nom[154]
- Les Sans-Soucis de Corbeil[154]
- Les Sans-Soucis grésillonnais[154]
- Les Sans-Soucis de Levallois-Perret[154]
- Les Sans-Soucis de Mons[154]
- Les Sans-Soucis montmartrois[237]
- Les Sans-Soucis Parisiens[199]
- Les Sans-Soucis (à Saint-Ouen[238])
- Section bigophonique de la Commune libre d'Arnouville[239]
- La Seringue de la Butte (société bigophonique des Culs-de-Plomb de Montmartre[240])
- La Société de Bigotphones patronnée par MM. les membres du comité du Faubourg-Saint-Denis et organisée par MM. Bourgeois, Moine fils, Robert[189]
- Société de bigophones de l'Églantine artistique montreuilloise (à Montreuil-sous-Bois[241])
- Société des bigophones de la commune libre du Petit-Montesson[242]
- Société de Bigophones les Troubadours du Nouveau Domont (à Domont[243])
- La Société bigotphonique[244]
- Société Bigotphonique « Les Laitiers de Montfermeil[245] »
- Société bigophonique de Saint-Ouen[246],[160]
- Société bigophonique La Joyeuse de Chelles
- La Société des Bons vivants[189]
- Société chorale bigophonique vincennoise (à Vincennes[247])
- Les Bigophones de la Société des Conscrits de Clichy (à Clichy-sous-Bois[186])
- La Société de Cormeilles-en-Parisis[197]
- Société des Mirlitons ou des Bigophones[248]
- Les Soiffophones de Belleville[155]
- Les Souffle-à-Mort[198]
- Les Souffleurs déchainés (à Fontenay-sous-Bois[197])
- Les Trombones du Nouveau-Domont (à Domont[197])
- La Turquoise (à Paris[249])
- Les Typo-Cartophones (à Paris[148])
- Les Typographophones[189]
- Union Bigotphonique du Temple[250]
- Union des Enfants du plaisir[154]
- Les Va-Nu-Pieds[251]
- Les Zingophonistes (à Paris 11e[148])

### Périgueux
- L'Écho de La Boissière[252][source insuffisante]

### Plouaret

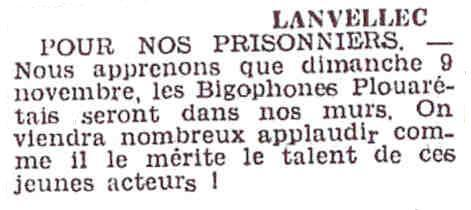
L'Ouest-Éclair, 5 novembre 1941.

- Les Bigotphones Plouarétais[254]

### Poitiers
- Les Bigotphoneux de Montierneuf[255]
- Les Bigotphoneux du Pont-Neuf[256]
- Les Pierrots bigophoneux de la Cueille[257]

### Pontivy

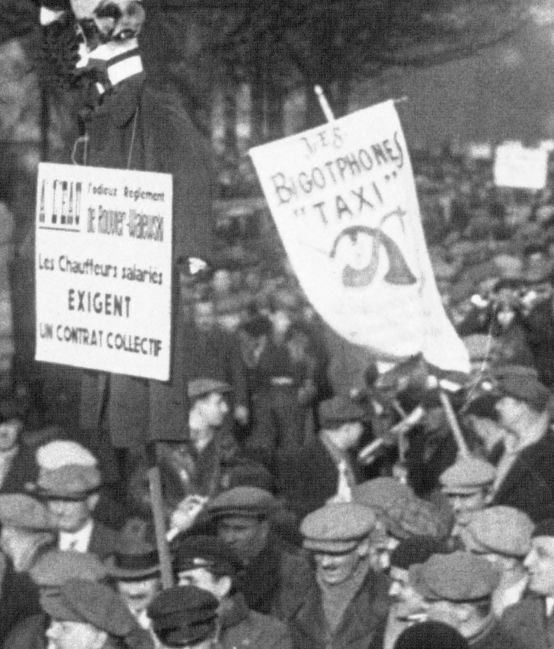
La bannière des Bigotphones "Taxi" au milieu de la foule des chauffeurs de taxis parisiens en grève en 1934.

- Société de Bigophones[258][source insuffisante]

### Rennes
- Bigophones de l'Amicale du personnel de la brasserie Graff[259]

- Bigophones des Équipages de la Flotte[260]

- Les Coupe-eau[261]
- La Gelée Harmonique[262], puis : la Gaieté Bigophonique Rennaise[263]

### Rochefort-sur-Mer
- Les Bigotphones Rochefortais[264][source insuffisante]

### La Roche-sur-Yon
- Les Bigotphones[265]
- Les Poussifs de Noir...on[266].

### Roubaix
- Bigophones du Cul de Four[96]
- Bigophones de l'Epeule[267]
- Bigophones Fontenoy[96]
- Bigophones de chez Martin[268]
- Société de bigophones « Les Vieux Tristes de l'Ommelet »[269]

### Rouen
- Bigophonistes les Bons Enfants[270]

### Rouillac

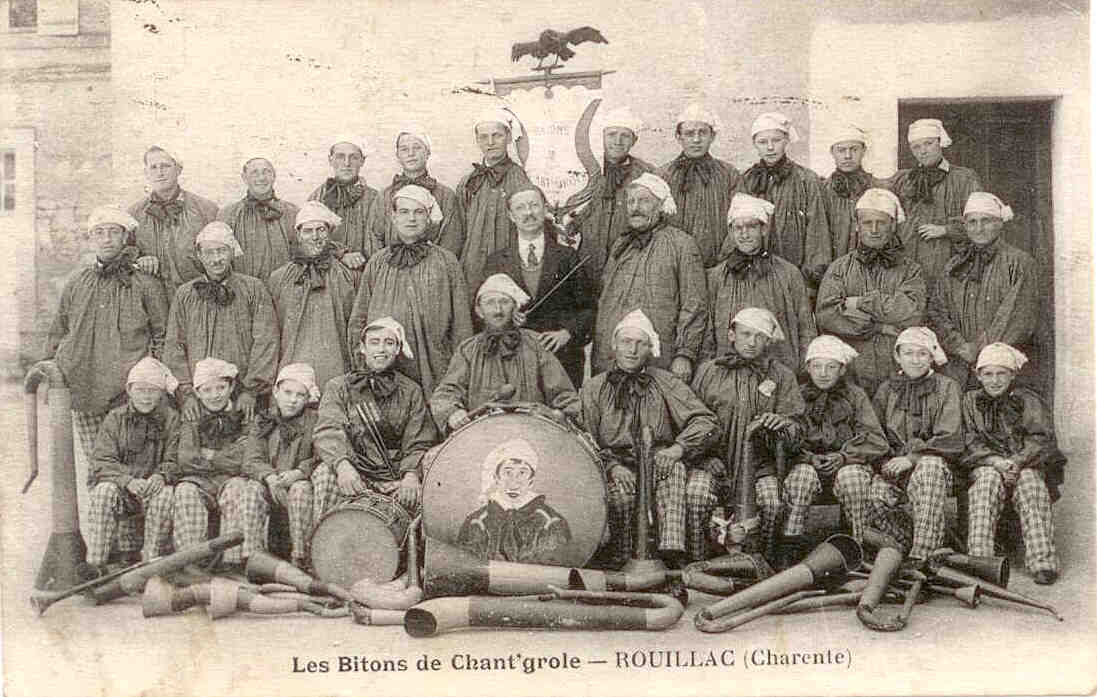
Les Bitons de Chant'grole à Rouillac au début des années 1930.

- Les Bitons de Chant'grole (à Rouillac[271][source insuffisante])

### Roz-Landrieux
- Gaîté Bigophonique Rozéenne[272]

### Rurange-lès-Thionville
- Orphéon des Bigophones de Metz-Rurange[10]

### Saint-Aignan-sur-Cher
- Les Bouyats du Laos (à Saint-Aignan-sur-Cher[74])

### Saint-Astier

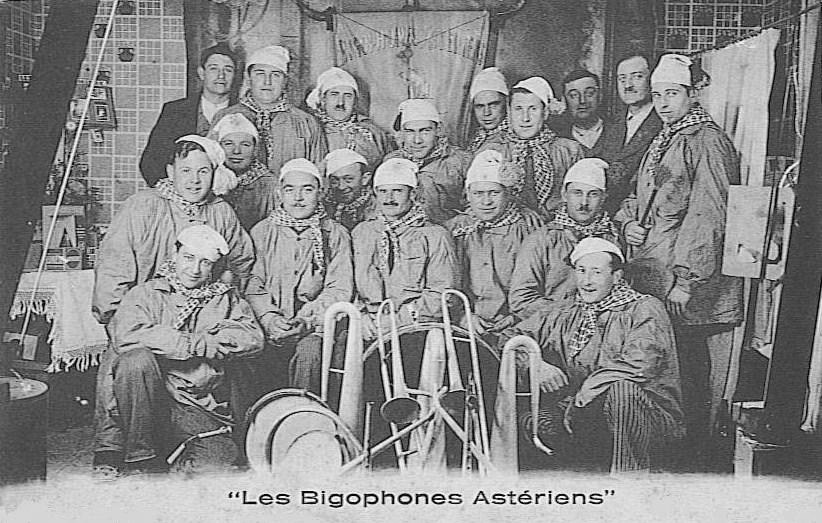
Les Bigophones astériens.

- Les Bigophones Astériens[273][source insuffisante]

### Saint-Chartier
- Les Bigophoneux de la Vallée noire[274]

### Sainte-Lizaigne
- Les Bigophones[74]

### Saintes

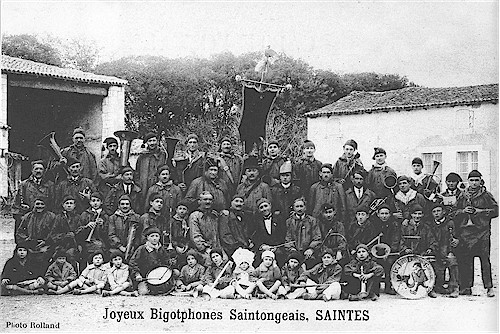
Les Joyeux Bigotphones Saintongeais.

- Les Neurasthenic's[4]
- Joyeux Bigophones Saintongeais[275]

### Saint-Malo
- Les Bigophones de la Commune libre de Routhouan[276]
- Les Cadets Bigophoniques[277]
- La Gaieté Bigophonique du Clos-Cadot[278]
- La Gaîté Bigophonique de Saint-Malo[279]
- Les Bigophones de Saint-Malo[54]

### Saint-Menges
- Les joyeux bigophones de Saint-Menges[280]

### Saint-Nazaire
- Les Clochards[281]

### Saint-Parres-aux-Tertres
- Les bigophones[55]

### Saint-Raphaël
- Orchestre bigophonique de Mestre Roubert[282]
- Orchestre bigophonique Valescurois (à Valescure, quartier de Saint-Raphaël[283])

### Saint-Saulve
- Les Bigophones du Marais[284]

### Saumur
- Les bigophones[285]

### Sauzé-Vaussais

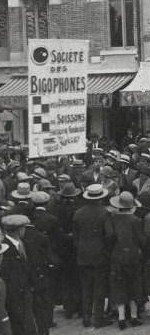
La bannière de la Société des Bigophones des cheminots de Soissons.

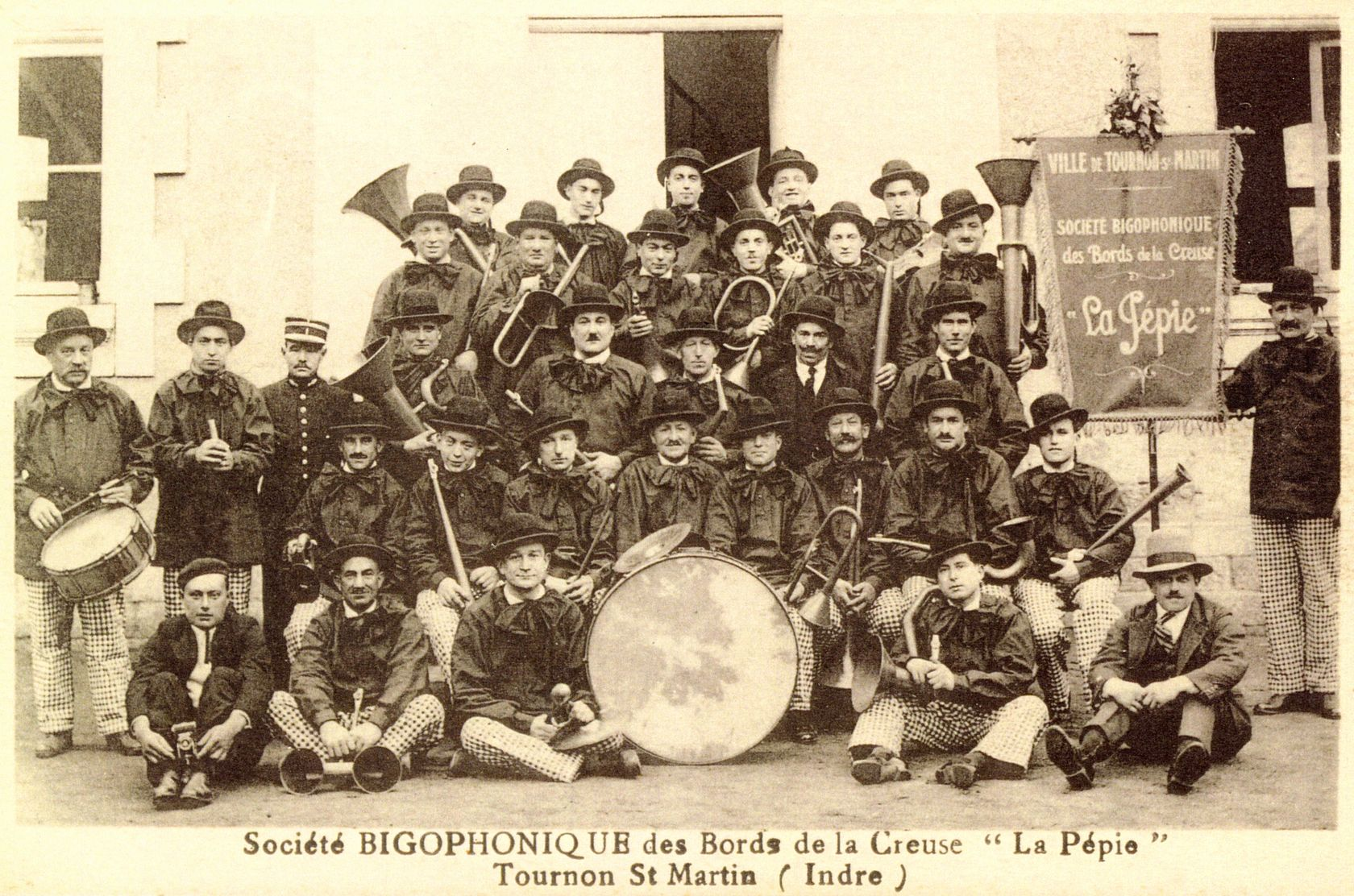
La Société Bigophonique des Bords de la Creuse « La Pépie » à Tournon-Saint-Martin.

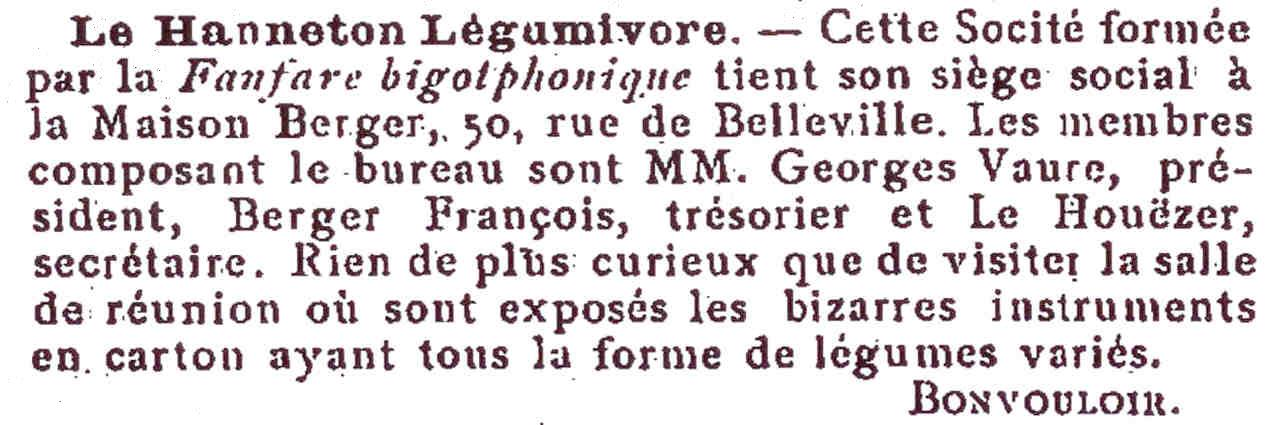
La société bigophonique parisienne Le Hanneton Légumivore dans L'Écho des jeunes, 15 novembre 1896.

- Les Bigophoneux Sauséens[287][source insuffisante]

### Sées
- Les Pas Bileux Sagiens[288]

### Soissons
- Société des Bigophones des cheminots de Soissons[289]
- Les bigophonistes des ateliers Melin[290]

### Solliès-Toucas
- Les Joyeux Bigophones Toucassins[291]

### Sospel
- Les cougourdons sospellois (à Sospel[11])

### Tergnier
- Les Bigophones[292]

### Thouars
- Fanfare des joyeux bigophones[293]

### Tournon-Saint-Martin
- Société Bigophonique des Bords de Creuse « La Pépie » (à Tournon-Saint-Martin[294][source insuffisante])

### Tours
- Orchestre Les Joyeux Bigophoneux (à Tours[295][source insuffisante])

### Troyes
- Le Mirliton troyen[296][source insuffisante]

### Vallon-en-Sully
- Les Bigophones[297]

### Vallon-sur-Gée
- Les bigophonistes[298]

### Vendeuvre-sur-Barse
- Les Bigophones[299]

### Vendôme
- Les Gueurnaziaux[300]
- Société des bigophones de la « Perche vendômoise[301][source insuffisante] »

### Verneuil-sur-Seine
- Les Bigophones[302]

### Vierzon
- Les Bigophones de la société de pêche le « Gardon rouge »[303]

### Villechétif
- Les bigophones[55]

### Villegouin
- Les Ferrailleurs de Villegouin[74]

### Yvré-l'Évêque

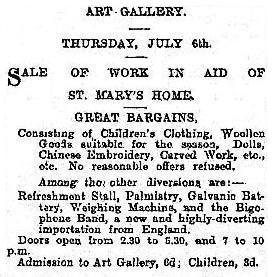
Annonce parue dans un journal néo-zélandais mentionnant un Bigophone band en 1899.

- Fanfare de Bigophones de la Commune Libre de Béner[305]

### Localisation indéterminée
- Bigophones des Amis de la Brême (peut-être à Bourré[306])
- Les Bigophoneux de la Butte (peut-être la Butte Montmartre)
- Les Bigophones les Inséparables (dans le Nord, probablement à Roubaix[307])
- Société des Bigophones de Tharin[308]

## Nouvelle-Zélande

### Christchurch
- German bigophone band (à Riccarton, aujourd'hui banlieue de Christchurch[309])

## Articles liés
- Goguette
- Liste de goguettes
- Société festive et carnavalesque
- Kazoo